# Olho de Peixe (álbum)
| Críticas profissionais | Críticas profissionais |
| Avaliações da crítica  | Avaliações da crítica  |
| Fonte                  | Avaliação              |
| ---------------------- | ---------------------- |
| AllMusic               | link                   |

Olho de Peixe é o segundo álbum de estúdio lançado pelo cantor e compositor brasileiro Lenine em parceria com o percussionista Marcos Suzano, em 1993. De acordo com Lenine, Olho de Peixe foi o álbum mais importante de sua carreira: "Porque foi com ele que eu descobri que a música poderia me levar a qualquer lugar".

## Faixas
| N.º            | Título                                | Compositor(es)                                       | Duração |  |
| 1.             | "Acredite ou Não"                     | Lenine e Bráulio Tavares                             | 3:49    |  |
| 2.             | "O Último Pôr Do Sol"                 | Lenine e Lula Queiroga                               | 3:50    |  |
| 3.             | "Miragem Do Porto"                    | Lenine e Bráulio Tavares                             | 4:29    |  |
| 4.             | "Olho De Peixe"                       | Lenine                                               | 2:25    |  |
| 5.             | "Escrúpulo"                           | Lenine e Lula Queiroga                               | 4:03    |  |
| 6.             | "O Que É Bonito"                      | Lenine e Bráulio Tavares                             | 3:41    |  |
| 7.             | "Caribenha Nação / Tuareguê Nagô"     | Lenine e Bráulio Tavares                             | 3:35    |  |
| 8.             | "Lá e Lô"                             | Lenine                                               | 2:29    |  |
| 9.             | "Leão Do Norte"                       | Lenine e Paulo César Pinheiro                        | 3:16    |  |
| 10.            | "A Gandaia Das Ondas / Pedra E Areia" | Lenine / Lenine e Dudu Falcão                        | 3:04    |  |
| 11.            | "Mais Além"                           | Lenine, Bráulio Tavares, Lula Queiroga e Ivan Santos | 4:34    |  |
| Duração total: | Duração total:                        | Duração total:                                       | 37:15   |  |

## Artistas
- Lenine - Voz, Vocais e Violão
- Marcos Suzano - Percussão
- Carlos Malta - Saxofone em "Olho de Peixe"
- Eduardo Siddha - Percussão acidental em "Escrúpulo"
- Fernando Moura - Teclados em "Escrúpulo
- Paulo Muylaert - Guitarra em "Lá e Lô"

## Ficha Técnica
- Gravação - Gravado no Estúdio Chorus, Rio de Janeiro, por Denilson Campos
- Mixagem - Mixado no RPM Studios, Nova York, por James A. Ball, Gray Russel (2º. Engenheiro) e Julio (Assistente)
- Masterização - Masterizado no Pró Master, Rio de Janeiro, por Denilson Campos
- Arranjos e direção musical - Lenine e Marcos Suzano
- Capa - Barrão e Lenine
- Foto - Júnior Fernandes
- Produtor fonográfico - Velas Produções Artísticas e Musicais Ltda.